# Mastigoniscus pistus
Mastigoniscus pistus är en kräftdjursart som beskrevs av Roger J. Lincoln1985. Mastigoniscus pistus ingår i släktet Mastigoniscus och familjen Haploniscidae.
Artens utbredningsområde är havet kring Nya Zeeland. Inga underarter finns listade i Catalogue of Life.